# Szabolcs Laurencz
Szabolcs Laurencz [ˈsɒboltʃ ˈlɒurents] (* 19. Dezember 1978 in Budapest, Ungarn) ist ein ungarischer Handballspieler. Er ist 1,84 m groß.
Laurencz, der für den TSV Dormagen (Rückennummer 19) spielte und bereits für die ungarische Männer-Handballnationalmannschaft (Rückennummer 17) auflief, wird meistens im rechten Rückraum eingesetzt.
Szabolcs Laurencz begann in seiner Heimatstadt mit dem Handballspiel. Für den örtlichen Budapest Elektromos SE debütierte er auch in der ersten ungarischen Liga und stand im Finale des ungarischen Pokalwettbewerbs. 2000 zog Laurencz weiter nach Százhalombatta, 2001 zum Ceglédi KK und 2003 zum Csömör KSK, ehe er 2005 einen Vertrag beim deutschen Zweitligisten TSV Dormagen unterschrieb. Mit den Rheinländern erreichte Laurencz 2006 sowie 2007 die Relegation um den Aufstieg in die erste Handball-Bundesliga, scheiterte jedoch. Erst im dritten Anlauf stieg er 2008 in die höchste deutsche Spielklasse auf.
2009 wechselte Laurencz für drei Jahre zum damaligen Zweitligisten TSG Groß-Bieberau. Seit 2012 spielt er für den hessischen Bezirksoberligisten TSV Modau.
Szabolcs Laurencz hat bisher nur ein Länderspiel für die ungarische Nationalmannschaft bestritten und an keinem großen internationalen Turnier teilgenommen.